# جاكوب بولن
جاكوب بولن (بالإنجليزية: Jacob Pullen) مواليد 10 أكتوبر 1989 في مايوود، هو لاعب كرة سلة أمريكي. بدأ مسيرته الاحترافية في سنة 2011. يلعب مع خيمكي كلاعب هجوم خلفي. يحمل الرقم 0. يبلغ طوله 6 قدم 1 بوصة (1.9 م).

## المسيرة الاحترافية
لعب مع بييلا لكرة السلة في موسم 2011–2012، ثم لعب مع فيرتوس بالاكانسترو بولونيا في سنة 2013، ثم لعب مع نادي برشلونة لكرة السلة في الدوري الإسباني في موسم 2013–2014، ثم لعب مع نادي إشبيلية لكرة السلة في سنة 2014، ثم لعب مع نيو باسكت برينديزي في الدوري الإيطالي في موسم 2014–2015، ثم لعب مع خيمكي في الدوري الروسي في سنة 2016.

## روابط خارجية
- جاكوب بولن على موقع الاتحاد الدولي لكرة السلة (الإنجليزية)
- جاكوب بولن على موقع الدوري الأوروبي لكرة السلة (الإنجليزية)
- جاكوب بولن على موقع إن بي أي (الإنجليزية)
- جاكوب بولن على موقع سبورتس رفرنس (الإنجليزية)
- جاكوب بولن على موقع الدوري الإسباني لكرة السلة (الإسبانية)
- جاكوب بولن على موقع كرة السلة الأوروبية.كوم (الإنجليزية)
- جاكوب بولن على موقع إي إس بي إن.كوم (الإنجليزية)
- جاكوب بولن على موقع كلية كرة السلة في سبورتس رفرنس.كوم (الإنجليزية)
- جاكوب بولن على موقع ريلجم (الإنجليزية)
- جاكوب بولن على موقع بروبوليرز (الإنجليزية)